# Конклав 1769 года
Конклав 1769 года был созван после смерти Папы Климента XIII и завершился избранием кардинала Лоренцо Ганганелли, который принял имя Климента XIV.

## Смерть Климента XIII

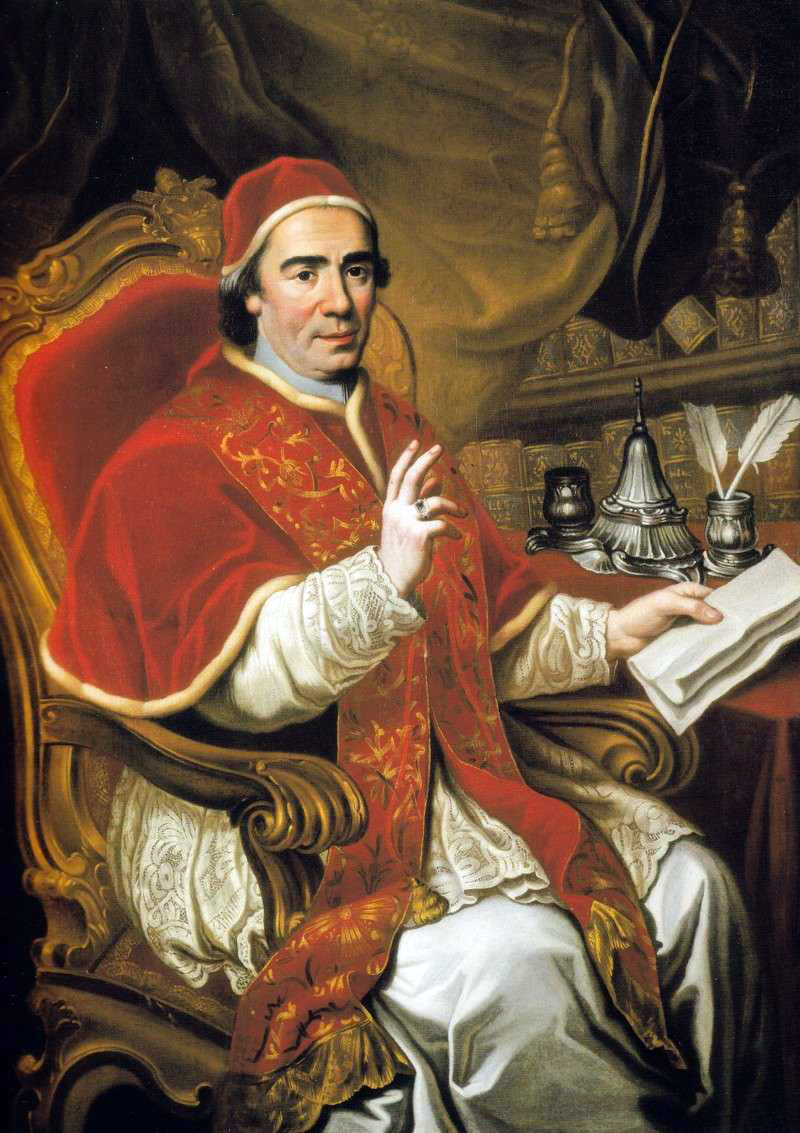
Климент XIV

Климент XIII внезапно скончался 2 февраля 1769 года, за день до даты созыва консистории, которую он созвал для рассмотрения требований о всеобщем запрещении ордена иезуитов. Различные королевские дворы Бурбонов и Португалии (при Браганса) оказывали сильнейшее давление на Святой Престол, чтобы уничтожить этот орден на протяжении почти всего его понтификата. В 1759 году иезуиты были изгнаны из Португалии и всех её владений, в 1764 году из Франции, в 1767 году из Испании и в 1768 году из Неаполитанского королевства, Сицилийского королевства и герцогства Парма и Пьяченца. Климент XIII решительно защищал иезуитов (например, в булле «Apostolicum pascendi» в 1765 году), но безуспешно. В январе 1769 года Франция и Неаполь захватили папские территории вокруг Авиньона, Беневенто и Понтекорво, чтобы заставить Папу издать указ о запрещении ордена. Внезапная смерть 75-летнего Климента XIII оставила это трудное решение его преемнику.

## Разногласия в Священной Коллегии кардиналов и папабили
На Конклаве 1769 года почти полностью доминировала проблема иезуитов. Священная Коллегия кардиналов была разделена на два блока: про-иезуитский и анти-иезуитский, но несколько кардиналов были нейтральными. Про-иезуитская фракция, называемая дзеланти, объединила итальянских куриальных кардиналов, выступавших против светского влияния на Церковь. Их лидерами были Джанфранческо и Алессандро Альбани и кардинал-племянник покойного Папы Карло Реццонико. Антиезуитский блок (называемый также «придворной фракцией») объединял кардиналов короны католических держав: Франции, Испании и Неаполя. Соответственно правили в это время Людовик XV во Франции, Карл III в Испании и Фердинанд IV в Неаполе. Несмотря на национальные барьеры, они работали вместе для главной цели — упразднению иезуитского ордена. Бурбонские дворы решили передать официальное руководство этим блоком французскому кардиналу де Берни. Он и его коллеги были проинструктированы, чтобы блокировать любую про-иезуитскую кандидатуру, даже с официальным отклонением, если это было необходимо. Несколько кардиналов, в том числе Лоренцо Ганганелли, не принадлежали ни к одной из фракций
Французское правительство было более требовательным, чем испанское и неаполитанское. Только трое кардиналов считались хорошими кандидатами: Конти, Дурини и Ганганелли.
Из этих 43 кардиналов только 27 или 28 действительно считались папабилями, а остальные 15 были исключены из-за своего возраста или состояния здоровья.

## Конклав

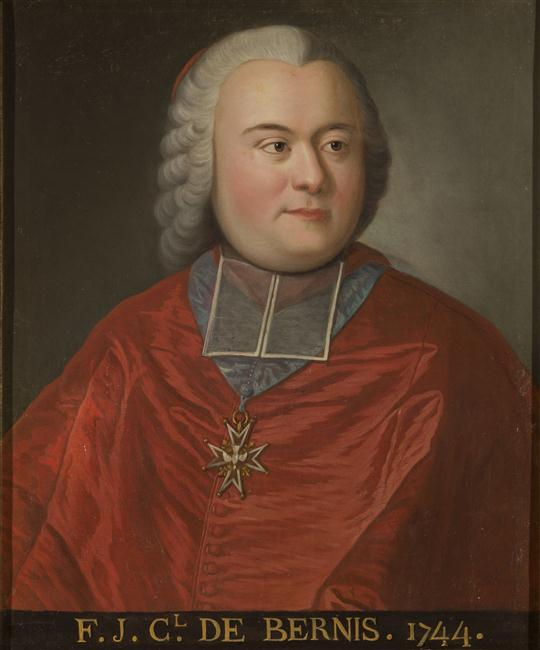
Кардинал де Берни был одним из ведущих деятелей данного конклава.

Конклав начался 15 февраля 1769 года. Первоначально в нём участвовали только 27 кардиналов. «Дзеланти», пользуясь небольшим количеством выборщиков и отсутствием французских и испанских кардиналов, попытались добиться быстрого избрания кардинала Флавио Киджи. В одном туре голосования ему не хватило всего двух голосов до избрания. Усилия «дзеланти» встретили решительные протесты со стороны послов Франции и Испании, и кардинала Орсини, кардинала-протектора Неаполитанского королевства и единственного кардинала короны, присутствовавшего на ранних баллотировках, и который смог присоединиться к некоторым нейтральным кардиналам, чтобы заблокировать кандидатуру Киджи.
Беспрецедентным событием стал визит императора Священной Римской империи Иосифа II, который инкогнито прибыл в Рим 6 марта и получил разрешение войти на конклав. Он пробыл там две недели, беспрепятственно дискутируя с кардиналами-выборщиками. Он не давил на них, а только выразил желание избрать Папу, который сможет выполнять свои обязанности с должным уважением к светским правителям.
Кардинал де Берни вошел на конклав в конце марта и взял руководство анти-иезуитской фракцией из рук кардинала Орсини, который смог заблокировать действия «дзеланти» только с большими трудностями. Берни немедленно установил регулярную переписку с французским послом маркизом д’Обтером, что нарушало основной закон конклава. Послы Франции и Испании призвали Берни настоять на том, чтобы избрание будущего Папы зависело от его письменного обязательства упразднить орден иезуитов. Берни отказался, ответив, что требовать от будущего Папы письменного или устного обещания уничтожить иезуитский орден было бы нарушением канонического права. Несмотря на этот отказ, в течение следующих нескольких недель Берни последовательно отклонял всех кандидатов, предложенных «дзеланти», как слишком преданных иезуитам. Таким образом были устранены двадцать три из двадцати восьми папабилей, среди которых был сильно про-иезуитский кардинал Фантуцци, который в какой-то момент был очень близок к избранию на папский престол, а также Кавалькини, Колонна, Стоппани, Поццобонелли, Серсале и ряд других.
Прибытие 27 апреля испанских кардиналов Солиса и де ла Серды усилило антиезуитскую партию. Они также нарушили закон конклава, установив регулярную переписку с испанским послом Аспуру. У испанцев было меньше сомнений, чем у Берни, и они при поддержке кардинала Мальвецци взяли дело в свои руки. Они обратили внимание на единственного монаха в Священной коллегии, францисканца-конвентуала кардинала Лоренцо Ганганелли. Отношение Ганганелли к иезуитам было большой загадкой — он получил образование у иезуитов, и говорили, что он получил красную шапку по настоянию отца Лоренцо Риччи, генерала Общества Иисуса, но во время понтификата Климента XIII он не участвовал в защите Ордена. Кардинал Солис начал с того, что выяснил, что он готов дать обещание, требуемое дворами Бурбонов, как необходимое условие для избрания. Ганганелли ответил, что «он признал за верховным понтификом право с чистой совестью ликвидировать Общество Иисуса, при условии соблюдения канонического права; и что было бы желательно, чтобы Папа сделал всё, что в его силах, чтобы удовлетворить пожелания корон». Неизвестно, было ли это обещание дано письменно или только устно, но это заявление полностью удовлетворило послов.
В то же время «дзеланти» начали склоняться к поддержке Ганганелли, считая его равнодушным или даже благосклонным к иезуитам. Похоже, что позиция «дзеланти» была решена в результате секретных переговоров между их лидерами Алессандро и Джанфранческо Альбани и испанскими кардиналами. Кардинал де Берни, номинальный лидер «придворной фракции», вероятно, не играл никакой роли в утверждении кандидатуры Ганганелли и только выполнял указания маркиза д’Обтера, когда всё было уже известно.

## Избрание Климента XIV
На финальном голосовании 19 мая 1769 года кардинал Лоренцо Ганганелли был избран на папский престол, получив все голоса, кроме своего собственного, который он отдал Карло Реццонико, племяннику Климента XIII и одному из лидеров «дзеланти». Он принял имя Климент XIV в честь Климента XIII, который возвёл его в кардиналы.